# Västerleds stadsdelsområde
Västerled var namnet på ett stadsdelsområde under 1997 och 1998 i Västerort i Stockholms kommun, vilket omfattade stadsdelarna Alvik, Höglandet, Nockeby, Nockebyhov, Smedslätten, Stora Mossen, Traneberg, Ulvsunda, Ulvsunda industriområde, Åkeshov, Olovslund, Ålsten och Äppelviken.
Stadsdelsnämnden startade sin verksamhet den 1 januari 1997 som en av 24 stadsdelsområden.
Stadsdelsområdet upphörde redan efter två år och slogs samman med Bromma stadsdelsområde.